# 쉴라 프람
쉴라 프람(Sheila Frahm, 1945년 3월 22일 ~ )은 미국의 정치인이다.

## 학력
- 포트 헤이스 주립 대학교 인문사회 학사
- 텍사스 대학교 오스틴

## 경력
- 1989.01 ~ 1995.01 제66·67·68대 캔자스주 제40선거구 상원의원
- 1995.01 ~ 1996.06 제44대 캔자스 부지사
- 1996.06 ~ 1996.11 제104대 캔자스 연방상원의원

## 역대 선거 결과
| 선거명      | 직책명                   | 대수 | 정당   | 득표율  | 득표수    | 결과 | 당락               |
| ----------- | ------------------------ | ---- | ------ | ------- | --------- | ---- | ------------------ |
| 1988년 선거 | 상원의원 (캔자스 제40부) | 66대 | 공화당 | 54.93%  | 13,227표  | 1위  | 캔자스 주의원 당선 |
| 1992년 선거 | 상원의원 (캔자스 제40부) | 68대 | 공화당 | 100.00% | 25,357표  | 1위  | 캔자스 주의원 당선 |
| 1994년 선거 | 캔자스 부지사            | 44대 | 공화당 | 64.09%  | 526,113표 | 1위  | 캔자스 부지사 당선 |